# 本畠村
本畠村（ほんぱたむら）は埼玉県の北西部、大里郡に属していた村。当初は男衾郡所属であった。

## 地理
- 河川：荒川

## 歴史
- 1889年（明治22年）4月1日 町村制施行により、本田村、畠山村が合併し男衾郡本畠村が成立する。
- 1896年（明治29年）3月29日 男衾郡が大里郡、幡羅郡、榛沢郡と統合し大里郡となる。
- 1955年（昭和30年）2月11日 武川村と合併し川本村を新設する。
- 1977年（昭和52年）2月11日 川本村が町制施行し川本町となる。
- 2006年（平成18年）1月1日 川本町が（旧）深谷市、岡部町、花園町と合併し深谷市を新設する。